# Stocznia Wisła B 457
Der Typ B 457 war eine Serie von Küstenmotorschiffen der polnischen Werft Stocznia Wisła im Danziger Stadtteil Krakowiec-Górki Zachodnie. Er wurde 1971 bis 1973 in drei Einheiten für die polnische Staatsreederei Polska Żegluga Morska gebaut.

## Bau und technische Daten
Für die Stocznia Wisła war der Typ B 457 die erste Serie von Seeschiffen, die auf dieser Werft entstand. Sie hatte einen kleinen Frachter entwickelt, der mit einem achtern angeordneten Deckshaus über dem Maschinenraum, zwei Laderäumen und einem dazwischen liegenden Mast mit zwei Ladebäumen ausgestattet war. Der Entwurf zeichnete sich durch einen für damalige Verhältnisse hohen Automatisierungsgrad aus und war ausdrücklich auch für den Transport von Holz ausgelegt.
Die Schiffe waren 59,80 Meter lang, 10,22 Meter breit und wiesen einen Tiefgang von 4,20 Metern auf. Die Vermessung des Typschiffs Hajnówka betrug 809 BRT und 371 NRT bei einer Tragfähigkeit von 1075 tdw. Die Vermessung der beiden Schwesterschiffe fiel geringfügig kleiner aus. Der Antrieb bestand aus einem 900 PS leistenden Sechszylinder-Dieselmotor von Zgoda-Sulzer, Modell 6TAD36, der auf eine Schraube wirkte und eine Geschwindigkeit von 11,5 Knoten erreichte. Die Reichweite betrug 3000 Seemeilen. Die Besatzung bestand aus 14 Personen.
Die Schiffe hatten zwei Laderäume, die jeweils durch eine eigene Luke bedient wurden, und für den Transport von Stückgütern und Massengütern ausgelegt waren. Die Gesamtkapazität des Laderaums betrug 1443 m³ für Getreide bzw. 1420 m³ für Baumstämme. Das Ladegeschirr bestand aus zwei Auslegern mit 3-Tonnen-Kränen.
Das erste der drei Schiffe lief 1971 auf der Danziger Werft Stocznia Wisła für die Reederei Żegluga Polska Morska (PZM) vom Stapel und erhielt den Namen Hajnówka nach der gleichnamigen Stadt Hajnówka im Osten Polens. Jeweils mit einem Jahr Abstand folgten die ebenfalls nach Kleinstädten benannten Schwesterschiffe Ruciane und Barlinek.

## Geschichte
Die Reederei nutzte die Schiffe vorwiegend in der kleinen und mittleren Fahrt an den Küsten Europas. Sie transportierten die typischen polnischen Exportprodukte – bei Massengütern vor allem Kohle und Getreide, daneben auch Stückgüter. Bis zur Neuordnung der staatlichen polnischen Reedereien 1976 fuhren beide Schiffe unter der Flagge der Żegluga Polska Morska. Zum Jahresende 1976 wurden sie der neugegründeten Reederei Polska Żegluga Bałtycka (PZB) übergeben, die von der Żegluga Polska Morska und der Polskie Linie Oceaniczne die polnische Fährschifffahrt und Küstenschifffahrt übernahm.
Auch bei der PZB blieb es beim Export polnischer Produkte in westeuropäische Häfen, allerdings bestand die Ladung nun hauptsächlich aus Hölzern. Für die Rückfahrten werden Hüttenprodukte aus Deutschland genannt. Als die PZB 1983/1984 zahlreiche ihrer Schiffe aus dem Dienst nahm, blieben nur die drei Kümos der B 457-Serie bei der Reederei als Holztransporter im Einsatz. Ab 1992 stellte die PZB dann auch diese Schiffe nach und nach außer Dienst und verkaufte sie.

## Die Schiffe
| Stocznia Wisła B 457 | Stocznia Wisła B 457       | Stocznia Wisła B 457 | Stocznia Wisła B 457 | Stocznia Wisła B 457        | Stocznia Wisła B 457 |
| Bauname              | Vermessung                 | IMO-Nummer           | Baujahr              | Auftraggeber                | Umbenennungen und Verbleib |
| -------------------- | -------------------------- | -------------------- | -------------------- | --------------------------- | --- |
| Hajnówka             | 809 BRT, 371 NRT, 1075 DWT | 7110426              | 1971                 | Żegluga Polska Morska (PZM) | 1997 in den Südpazifik verkauft: Forum Tokelau, 2000 Fetu Tokelau, Miss Mataroa, 2. November 2007 bei den Cookinseln gesunken. |
| Ruciane              | 807 BRT, 370 NRT, 1066 DWT | 7212157              | 1972                 | Żegluga Polska Morska (PZM) | 1993 an Baltramp, 2000 nach Nigeria verkauft als Princess Kikelomo, Verbleib unklar                                            |
| Barlinek             | 807 BRT, 370 NRT, 1071 DWT | 7303451              | 1973                 | Żegluga Polska Morska (PZM) | 1992 nach Nigeria verkauft als Princess Deborah, 2001 Suwe Star, nach 2010 nach vergeblichen Verkaufsangeboten aufgegeben.     |
| Daten:               |                            |                      |                      |                             | |